# De natura deorum
De natura deorum (zkratka De nat. deor., česky O přirozenosti bohů) je Ciceronův filozofický spis z roku 45 př. n. l. Dělí se na tři samostatné knihy. V českém překladu vyšlo dílo v roce 1948 v Laichterově nakladatelství.
Stejně jako v ostatních filozofických spisech předkládá zde Cicero záměr obeznámit s filozofií římskou veřejnost, která neměla možnost číst tehdy již klasická díla v řečtině. „Velmi záleží ke cti a chvále obce na tom,“ píše dále Cicero, „aby i latinské písemnictví obsahovalo věci tak důležité a slavné.“
Spis má formu fiktivního dialogu, který se odehrává v domě Ciceronova přítele a akademického (skeptického) filozofa Gaia Kotty, kromě nějž v rozhovoru vystupují ještě epikúrovec Gaius Velleius a stoik Quintus Lucilius Balbus. Tito zde střídavě prezentují pojetí boha, resp. bohů dle stanovisek svých škol a zároveň kritizují názory svých protivníků. Cicero sám zde své názory nepředkládá.

## I. kniha
Po Ciceronově úvodu (viz výše) se ujímá slova epikúrovec Velleius: podává zde přehled teologických názorů 27 starověkých filozofů a podrobuje je ostré kritice, zejména Platóna, ale také stoiky a jejich pojetí heimarmené (Prozřetelnosti). Poté vykládá teologickou nauku Epikúrovu. Na to reaguje Kotta tvrdou kritikou ze skeptických pozic.

## II. kniha
Velleius uznává kvality Kottovy řeči a žádá ho, aby tedy nastolil své bohy; to Kotta odmítá, neboť se to neslučuje se skeptickým stanoviskem. Proto se ujímá slova Balbus a představuje stoickou teologii: nejprve důkazy jsoucnosti bohů dle Zénóna, Kleantha a Chrýsippa, dále podoby bohů, božskou Prozřetelnost, účelné uspořádání přírody a pro nás již úsměvnou etymologii božích jmen.

## III. kniha
Po Balbovi se ujímá slova opět Kotta a byť jeví k Balbově učení větší náklonnost než k Velleiově epikureismu, přednese kritiku stoické teologie, během čehož si vydatně pomáhá příběhy z řecké mytologie. Balbus by rád reagoval, již se však stmívá, a proto rozhovory končí. Při odchodu se „Velliovi zdál pravdivější výklad Kottův, kdežto mně (Ciceronovi) výklad Balbův.“